# Цео степен
Степен је размак између два суседна тона, док се размак од два суседна полустепена назива цео степен (фр. ton).
Осим целог степена, често је у употреби и полустепен.
- У музици источњачких народа и у музичким фолклорима многих народа наилазимо и на мањи размак измађу два суседна тона од полустепена.

## Расперед целих и полустепена у C-Dur лествици
Ако погледамо расперед целих и полустепена у C-Dur лествици, видећемо да се: 
1. целостепени размаци налазе између I-II, II-III, IV-V, V-VI VI-VII ступња, a
2. полустепени размаци налазе између III-IV и VII-VIII ступња.

Погледајмо нотни приказ реченог: 